# Javůrek
Javůrek (in tedesco Jawurek) è un comune della Repubblica Ceca facente parte del distretto di Brno-venkov, in Moravia Meridionale.